# Carl Sandstedt
Carl Peter Emil Sandstedt, född 27 november 1863 i Tjureda socken, död 4 mars 1904 i Stockholm, var en svensk tandläkare.

## Biografi
Carl Sandstedt var son till hemmansägaren och riksdagsmannen Johan Sandstedt. Han avlade mogenhetsexamen i Växjö 1883, studerade därefter först medicin vid Lunds universitet men övergick till odontologin och avlade tandläkarexamen 1889. Han var praktiserande tandläkare i Kristianstad 1889–1893 och därefter i Stockholm från 1893 till sin död. Därtill blev han 1895 tillförordnad lärare och 1903 lärare i proteslära och tandreglering vid Tandläkarinstitutet. Sandstedt gjorde en viktig för tandläkarundervisningen, då han inför ledande medlemmar av vederbörande riksdagsutskott utvecklade innebörden och betydelsen av Kunglig Majestäts proposition om upprättande av Tandläkarinstitutet i Stockholm. Institutet började sin verksamhet 1899, och det har sagts, att utan Sandstedts ingripande skulle inte frågan om institutets inrättande ha lösts. Med ett arbete över tandregleringens teori (1901) styrkte Sandstedt sin kompetens till lärarbefattningen. Arbetet trycktes efter hans död i utvidgat skick under titeln Einige Beiträge zur Theorie der Zahnregulierung (Nordisk tandläkaretidskrift 1904–1905) och var under decennier framöver ett standardverk inom området. Inom Svenska tandläkaresällskapet var Sandstedt ordförande 1896–1899 och han redigerade dess förhandlingar 1899.